# Juice (film)
Juice è un film drammatico del 1992, diretto da Ernest Dickerson, con Omar Epps e Tupac Shakur. Dickerson realizza un'opera, inizialmente sottovalutata, che invece col tempo è diventata film di culto per gli amanti del genere e per la critica cinematografica in generale, soprattutto per la recitazione dello scomparso Shakur.

## Trama
Quattro adolescenti afro-americani tentano di ottenere il rispetto che sognano nelle strade di Harlem. Ma dopo una rapina a mano armata trasformatasi in un disastro, la storia cambia completamente.

### Personaggi
- Omar Epps è Q. Figura chiave del film e più sensibile dei quattro protagonisti. Membro della The Wrecking Crew; sa dove fermarsi, essendo una persona che distingue il bene dal male, preoccupandosi delle ripercussioni che ogni azione sbagliata potrebbe avere nel suo futuro.
- Tupac Shakur è Bishop. Principale antagonista, nonché il più violento dei quattro. Membro della The Wrecking Crew; vuole soprattutto rispetto dai suoi amici e dalle persone che lo circondano. Inizia la sua completa ascesa nel mondo della criminalità, rendendo il suo nome sinonimo di terrore, dopo aver ucciso Quiles, proprietario di un negozio, e i testimoni dell'omicidio, finirà però con l'uccidere anche i suoi stessi amici: dapprima Raheem, poi Steel, che però riesce a sopravvivere, e Q, con il quale ingaggia un violento combattimento che conclude la loro storia. Secondo Shakur è [1]: «uno psicopatico, violento, pieno di temperamento» che «voleva solo essere rispettato. Voleva il rispetto che suo padre non aveva avuto. Ogni cosa che faceva, era solo per avere una reputazione». In particolare all'ultimo pezzo, l'attore si riferisce a una parte di trama poi eliminata nel prodotto finale riguardante il passato del padre di Bishop, «una puttana in un penitenziario», che avrebbe guidato e influenzato in malomodo la crescita di Bishop.
- Khalil Kain è Raheem Porter.
- Jermaine Hopkins è Eric "Steel" Thurman.

## Produzione
Nel 1991 si stava svolgendo la selezione del cast di Juice. Money B, una delle figure più importanti del gruppo hip hop Digital Underground, era stato chiamato per un'audizione. Dopo aver letto il soggetto, Money ne parlò a Shakur che su consiglio di Sleuth, altro componente del gruppo, si presentò per il provino di Bishop, in quello che il cantante definì «un gran bel film in cui c'è anche l'hip-hop».

## Tematiche
Il tema centrale del film è la vita di strada nelle difficili periferie americane, temi già affrontati in altri film di genere come l'acclamato Boyz n the Hood - Strade violente di John Singleton. Quattro giovani afroamericani nati e cresciuti ad Harlem sembrano non avere altra scelta che la via della delinquenza e l'associazione in bande criminali per sopravvivere alla disoccupazione, all'emarginazione e all'indigenza.
Attraversando situazioni difficilmente sopportabili come la brutalità delle forze di polizia, le molestie in famiglia e la violenza delle strade, i quattro protagonisti capiranno a loro spese qual è il prezzo da pagare per la vita che hanno scelto.
Secondo Tupac Shakur, il film sarebbe un esempio di ciò che succede nella crescita di un ragazzo abbandonato a se stesso che non viene seguito, riferendosi in particolare al suo personaggio ma anche agli altri protagonisti.

## Controversie
Le locandine promozionali usate per pubblicizzare il film nelle città statunitensi provocarono un certo disagio a causa del fatto che Shakur impugnasse una pistola. Nonostante questo fosse per rappresentare il personaggio da Shakur interpretato, si polemizzò circa il fatto che tutto ciò, compreso l'intero film, potesse portare a una qualche sorta di recrudescenza di violenza nelle periferie. In relazione a ciò, il film ottenne un visto censura "R" (vietato ai minori) e la Paramount Pictures, dopo un po' di titubanze, decise di togliere la pistola impugnata dal rapper nelle copertine pubblicate per le edizioni casalinghe del film chiudendo la controversia.

## Colonna sonora
La colonna sonora originale in CD, uscita nel 1991, è costituita da appena 14 brani, in prevalenza hip hop e soul.

### Tracce
1. Naughty By Nature – Uptown Anthem – 3:04
2. Eric B. & Rakim – Juice (Know The Ledge) – 4:00
3. Teddy Riley – Is It Good To You (feat. Tammy Lucas) – 4:17
4. M.C. Pooh – Sex, Money & Murder – 2:49
5. Big Daddy Kane – Nuff' Respect – 2:57
6. Too $hort – So You Want To Be A Gangster – 4:05
7. EPMD – It's Going Down – 4:12
8. Aaron Hall – Don't Be Afraid – 5:18
9. Salt N' Pepa – He's Gamin' On Ya' – 3:35
10. Cypress Hill Crew – Shoot 'Em Up – 3:38
11. Juvenile Committee – Flipside – 4:24
12. Son Of Bazerk – What Could Be Better Bitch – 2:01
13. Rahiem – Does Your Man Know About Me – 5:11
14. The Brand New Heavies – People Get Ready (Remix) (feat. N'Dea Davenport) – 4:00